# Victor Hugo (metropolitana di Parigi)
Victor Hugo è una stazione della metropolitana di Parigi, che serve la linea 2. La stazione è intitolata allo scrittore Victor Hugo.
Quando fu inaugurata nel 1900 come parte della linea 2 Nord, le piattaforme della stazione erano costruite sulla stretta curva tra Avenue Victor Hugo e Avenue Bugeaud. Allorché nuovo materiale rotabile (con vagoni più lunghi) è stato introdotto nel 1931, la curva dei binari era troppo stretta per permettere alle persone a bordo di salire e scendere in sicurezza su questi nuovi treni. Quindi, la stazione è stata ricostruita più vicino alla stazione Charles de Gaulle - Étoile (al momento chiamata Étoile) sul tratto dritto di binari subito dopo la curva.